# Lianne Tan
Lianne Tan (* 20. November 1990 in Bilzen) ist eine belgische Badmintonspielerin. 

## Karriere
Lianne Tan wurde 2007 belgische Juniorenmeisterin im Dameneinzel. 2009 gewann sie Bronze bei der Junioreneuropameisterschaft in der gleichen Disziplin. 2010 siegte sie bei den Slovenian International und wurde auch erstmals nationale Titelträgerin bei den Erwachsenen. 2009, 2010 und 2011 nahm sie an den Badminton-Weltmeisterschaften teil.
Im Jahre 2012 gewann sie zwei weitere nationale Einzeltitel im Dameneinzel und im Damendoppel. 

## Sportliche Erfolge
| Saison    | Veranstaltung                               | Disziplin   | Platz | Name                              |
| --------- | ------------------------------------------- | ----------- | ----- | --------------------------------- |
| 2006/2007 | Belgien: Einzelmeisterschaften der Junioren | Dameneinzel | 1     | Lianne Tan                        |
| 2009      | Junioren-Europameisterschaft                | Dameneinzel | 3     | Lianne Tan                        |
| 2010      | Slovenian International                     | Dameneinzel | 1     | Lianne Tan                        |
| 2010      | Belgien: Einzelmeisterschaften              | Dameneinzel | 1     | Lianne Tan                        |
| 2011      | Belgien: Einzelmeisterschaften              | Dameneinzel | 1     | Lianne Tan                        |
| 2012      | Belgien: Einzelmeisterschaften              | Dameneinzel | 1     | Lianne Tan                        |
| 2012      | Belgien: Einzelmeisterschaften              | Damendoppel | 1     | Nining Kustyaningsih / Lianne Tan |
| 2013      | Belgien: Einzelmeisterschaften              | Dameneinzel | 1     | Lianne Tan                        |
| 2015      | Europaspiele 2015                           | Dameneinzel | 2     | Lianne Tan                        |
| 2019      | Brazil International                        | Dameneinzel | 1     | Lianne Tan                        |